# Poppel
Poppel (Populus) er en slægt af hurtigt voksende, løvfældende træer. Visse arter af Poppel kaldes også Asp, som er det gamle, danske navn for disse træer.
| Arter |

- Sølvpoppel (Populus alba)
- Canadisk poppel (P. canadensis) (= P. deltoides x nigra)
- Gråpoppel (Populus x canescens)  (= P. alba x tremula)
- Virginsk poppel (Populus deltoides)
- Rabarberpoppel (Populus lasiocarpa)
- Sortpoppel (Populus nigra)
- Kinesisk balsampoppel (Populus simonii)
- Bævreasp (Populus tremula)
- Hybridasp (Populus tremula x tremuloides)
- Amerikansk asp (Populus  tremuloides)
- Vestamerikansk balsampoppel (Populus trichocarpa)